# トンベリ
- ファイナルファンタジーシリーズ > トンベリ
- ファイナルファンタジーシリーズ > 召喚獣 > トンベリ

トンベリ（Tonberry）は、スクウェア・エニックス（旧スクウェア）のコンピュータゲーム「ファイナルファンタジーシリーズ」に登場する架空のモンスター。『ファイナルファンタジーV』で初登場した。デザインを手がけたのは野村哲也である。

## 概要
魚類か両生類のような緑色の丸顔をしており、目は黄色い。直立二足歩行をし、ローブを身にまとう。ローブの裾からは魚類のしっぽらしきものも見受けられる。手には包丁とランタンを持っている。バトル中、徐々にパーティに近付いてきて、目の前まで来ると包丁で切りつけて大ダメージ又は一撃死を与えてくる（作品によって攻撃方法は若干異なる）。その他に、「みんなのうらみ」という特殊技を使うことが多い。何も対策を講じなければ基本的には苦戦する相手となる。だいたい洞窟や滝のような暗くて水気のあるところに出現する。
かわいらしい見た目とは裏腹な凶悪さを持つものの、敵キャラクターの中ではゴブリン、サボテンダー、ベヒーモス、モルボルなどと共に、携帯ストラップやぬいぐるみなどのグッズも発売されるなど、シリーズを代表するキャラクターにもなっている。

## 登場作品

### 主要作品
ファイナルファンタジーV
この作品で初登場。イストリーの滝でまれに出現する。特殊攻撃はパーティに近付いてきて、目の前まで来ると包丁で切りつけて大ダメージを与える「ほうちょう」のみ。「人」の属性を持つため、踊り子専用の短剣「マンイーター」でクリティカルダメージを受ける。
HPは39,393と設定されている。近づく時のアクションはモンスターを倒したときのそれと全く同じ。
倒すとミラージュベストというレアな防具を落とすことがある。
ファイナルファンタジーVI
パーティの歩いた歩数に応じてダメージを与えてくる「歩数ダメージ」という特殊攻撃を使ってくる。
3体同時に出現するトンベリーズも登場する。また、体色が青いトンベリマスターという亜種もボスキャラクターとして登場する。
ファイナルファンタジーVII
特定の場所にしか登場しない。ラストダンジョンでは頭の上に星が浮かんでいるマスタートンベリも出現する。
ファイナルファンタジーVIII
「ほうちょう」や「みんなのうらみ」（倒したトンベリの数に応じて大ダメージを与える）という特殊攻撃を使ってくる。ただし、近づいてくる途中に転んでしまい、攻撃してこないこともある。
20匹倒すと巨大なトンベリキングが殺された一族の恨みを晴らそうと登場。こちらは「じだんだ」や「とぎたて」なる特殊攻撃を使ってくる。このトンベリキングを倒せばG.F.（ガーディアンフォース。いわゆる召喚獣）になる。
本作では倒しても経験値は入手できない設定になっている。
ファイナルファンタジーIX
ある場所で3体同時に出現する。
ファイナルファンタジーX
この作品でも特定の場所にしか登場しない。本作ではマスタートンベリやドン・トンベリも出現、いずれも召喚獣を呼ぶとその召喚獣に対し「うしのこくまいり」という特殊攻撃も使ってくる。
ファイナルファンタジーX-2
物語の時期によって出る場所が変化し、物語後半では隠しダンジョンにのみ登場する。聖ベベル廟では上位種であるメガトンベリが出現する。
ファイナルファンタジーXI
グラフィックがリアル化され、グロテスクな外見となっている。
あるクエストを行う事で、今までに倒したトンベリの数（怨み）をリセットし、「みんなの怨み」を受けた時のダメージを抑えることが出来る。
「みんなの怨み」以外に「急所突き」や「袈裟斬り」等も使用する。
一部のトンベリは「みんなの怨念」という技も使用する。
ファイナルファンタジーXIII
ミッションで敵として登場する。『XI』でリアル化されたグラフィックは以前までのものに戻った。こちらがトンベリを攻撃した回数、トンベリがこちらを攻撃した回数、ダメージの合計を数えており、それに応じて「うらみ骨随」を使う。2回目以降は「深刻うらみ骨随」や「猛烈うらみ骨随」に変化し、攻撃力と耐性が上がっていく。「猛烈うらみ骨随」を使われたあとは、たまにトンベリのフィギュアを落とすことがある。
ファイナルファンタジーXIII-2
こちらの作品にもドン・トンベリが出てくる（見た目は白色の普通のトンベリ）。
PS3のトロフィーの中にドン・トンベリが関係しているものがある。
ファイナルファンタジーXIV
インスタンスダンジョン「ワンダラーパレス」に登場。
通常のトンベリに加え、トンベリストーカーなる巨大な青色をしたトンベリは倒す事が出来ない。
プレイヤーはトンベリストーカーに発見されないように進む事が必要になる。
最奥地においては、トンベリキングが登場、「とぎたて」や「みんなのうらみ」を定期的に使ってくる。
タンクはそれに耐えなくてはならない。ミニオンとしてマメット・トンベリも存在する。
あるジョブクエストを進めると、トンベリの正体は第六星暦時代に栄えていた海洋都市「ニーム」で流行っていた奇病に感染した人間であったことが明かされる。
パッチ2.3以後、ランクAのリスキーモブとして高地ラノシアに「マーベリー」と呼ばれる巨大なトンベリが出現するようになった。
ファイナルファンタジーXV
夜間のみに出現する敵「シガイ」として登場。終盤14章で出現する。弱点は短剣、銃、冷気、聖。最速で出会うなら9章の舞台となる水都オルティシエで討伐依頼「ハンター連続失踪事件」を受注するとモブハントの標的としてバトルできる。技は「包丁」のほか、当たるとストップの効果を受ける「おにび」をランタンから飛ばして繰り出してくる。
また上位種で「マスタートンベリ」「トンベリナイト」も登場。各トンベリとエンカウントすると、パーティーメンバーのひとりであるプロンプトが通常の敵エンカウント時とは異なるセリフをしゃべる。
本作の主要ミニゲームである「釣り」では、トンベリの名前がついたルアー「ランカー・トンベリ」や「ナイフ・T・トンベリ」がある。
ファイナルファンタジーXVI
DLC第二弾『THE RISING TIDE -海の慟哭-』にて訪れる「ミシディア」に登場。
リアルなグラフィックになり、ボロボロのローブを着たアンデットのような不気味な風貌になっている。
上位種の「マスタートンベリ」「トンベリキング」も登場。「みんなのうらみ」や、高ダメージの多段ヒット攻撃「包丁」を使う。

### 派生作品
クライシス コア ファイナルファンタジーVII
召喚獣とある特定の場所に出現する。
ディシディアファイナルファンタジー
召喚獣と『FFV』のプレイヤーアイコンとして登場。
光と闇の姫君と世界征服の塔 ファイナルファンタジー・クリスタルクロニクル
ミラの従者として複数登場し、それらを束ねる1/1サイズのトンベリ型のぬいぐるみ「トンガリ」も登場する。
ファイナルファンタジー零式
クラサメと共に登場。
ワールド オブ ファイナルファンタジー
ミラージュとして登場。闘技場の管理をしている個体「マスタートンベリ」も登場しており、声優は中田譲治。
ストレンジャー オブ パラダイス ファイナルファンタジー オリジン
レアモンスターとして登場する他、DLC「次元の迷い人ギルガメッシュ」にて武器の強化を行う鍛冶師の個体「シド・トンベリーニ」としても登場。
モンスターとして登場する方は、ほとんどの攻撃が状態異常になり、即死クラスのダメージを受ける。離れていても「丑の刻参り」で瞬間移動を行い、「うらめしや」で逃げ場をふさぐダメージフィールドを生成する。
チョコボの不思議なダンジョン
攻撃されるまで何もしてこないが、同じフロアにいるミニマジシャンがトンベリを攻撃すると勝手に攻撃モードに切り替わってしまう
チョコボスタリオン
レース解説者として登場し、「ヘイジロウ」と名乗る（名前の由来は競馬解説者の大川慶次郎から）。かなりの毒舌だが相馬（鳥）眼は確か。
MONSTER×DRAGON
オンラインゲームでカードとして登場。種類はトンベリクイーンなど、いろいろな種類がある。
LORD of VERMILION III
使い魔として登場。カードイラストは天野シロ。